# Лермантов, Дмитрий Николаевич
Дмитрий Николаевич Лермантов (26 июня [8 июля] 1802; усадьба Ивановское, Чухломской уезд, Костромская губерния — 31 [19] марта 1854; Санкт-Петербург) — морской офицер, участник морских плаваний на кораблях Российского флота.
14 декабря 1825 года вместе с матросами батальона Гвардейского экипажа вышел на Сенатскую площадь. После шести месяцев содержания под арестом был освобождён без предъявления обвинения. Участвовал в Русско-турецкой войне. Член Кораблестроительного департамента Морского министерства. Генерал-майор флота.

## Происхождение
Родился 26 июня 1802 года в усадьбе Ивановское Чухломского уезда Костромской губернии в семье отставного капитан-лейтенанта флота Николая Петровича Лермантова — представителя Острожниковской ветви рода Лермантовых. Мать — Мария Васильевна (1771—1828), дочь чухломского помещика Перфирьева, владельца усадьбы Ивановское на реке Вига.
У Лермантова было 12 детей:
- Пётр (1791—1843) году и Михаил (1792—1866) — от первой жены Н. П. Лермантова — Елизаветы Петровны, урождённой Тарбеевой (умерла в 1793 году).
- Владимир (1796—1872), Василий (1801—1862), Дмитрий (1802—1854), Елизавета (1803 −1875), Александр (1806—1855), Иван (1810 — после 1873), Всеволод (1812—1877), Григорий (1814—1872), София (1808—1835), Алексей (1815—1832).

## Учёба и морская служба
В 1814 году поступил в Морской кадетский корпус. 10 июня 1815 года произведён в гардемарины. В 1815—1816 годах от участвовал в походах на учебном фрегате от Санкт-Петербурга до Кронштадта, а в 1817 году от Кронштадта до Франции.
Выпущен из корпуса в звании мичмана 9 февраля 1818 года одновременно с П. Ф. Миллером, П. С. Нахимовым и А. Р. Цебриковым. Зачислен в 10-й флотский экипаж, расквартированный в Кронштадте. В 1818—1819 годах ходил в плавания с десантными войсками от Кронштадта до Свеаборга и до Ревеля на линейных кораблях Балтийского флота «Всеволод» и «Борей».
13 июля 1819 года переведён в Морской Гвардейский экипаж. В 1820—1822 годах служил на судах экипажа под командованием контр-адмирала И. П. Карцова. 22 марта 1823 года был произведён в лейтенанты.
С 15 июля по 20 сентября 1823 года находился в плавании на фрегате «Проворный», в экипаже которого состояли также моряки Гвардейского экипажа А. П. Арбузов, А. П. Беляев, братья Б. А. и М. А. Бодиско, П. Ф. Миллер к берегам Исландии и Ирландии. 29 ноября 1823 года за участие в этом походе Адмиралтейств-коллегия Морского министерства объявила Д. Н. Лермантову «монаршее благоволение».
С 1 июня по 23 сентября 1824 года на том же фрегате ходил от Кронштадта к Гибралтару. В этом же плавании участвовали Н. А. Бестужев, А. П. Беляев, М. А. Бодиско, П. Ф. Миллер, Е. С. Мусин-Пушкин, В. А. Шпейер. Визит российских моряков в Гибралтар совпал по времени с расстрелами французскими войсками в близлежащем городе Алгезирасе последних «революционистов» — сторонников установления конституционного строя в Испании, впечатления о которых были записаны Н. А. Бестужевым и опубликованы в альманахе «Полярная звезда» в 1825 году.
В 1825 году продолжал служить в Гвардейском экипаже. Командовал 8-й ротой. Видимо, не слишком ревностно относился к «фрунтовой муштре» — в формулярном списке была сделана запись о его аресте на 4 дня с 28 апреля по 2 мая «за неисправность во время развода его императорским высочеством великим князем Михаилом Павловичем».

## Под следствием по делу о мятеже 14 декабря 1825 года
14 декабря Д. Н. Лермантов вместе с офицерами и матросами Гвардейского экипажа, отказавшимися принимать присягу Николаю I, вышел на Сенатскую площадь, но ещё до расстрела мятежного каре покинул её и вернулся в казармы.
15 декабря был арестован по приказу дивизионного начальника великого князя Михаила Павловича. Вместе с другими офицерами экипажа, поддержавшими активных участников восстания, был отправлен на гауптвахту Семёновского полка, но «по болезни», избежав перевода вместе с ними в Петропавловскую крепость, провёл весь период своего заключения под караулом при госпитале Семёновского полка.
На следствии Лермантов показал, что он не только не был членом тайных обществ, но и не знал «какие были их помышления», а на площадь был увлечён бежавшим батальоном, «полагая, что ведёт оный кто-нибудь из штаб-офицеров, но, не видя при батальоне из оных никого, стал я людей приводить в порядок и говорил, чтоб они воротились. Но как я был младший офицер, то все мои старания оказались тщетны».
7 февраля 1826 года председатель следственной комиссии военный министр А. И. Татищева направил начальнику Главного штаба запрос о сведениях о действиях офицеров, в том числе и Лермантова, «участвовавших в возмущении 14 декабря 1825»:

1-е) Во время приведения к присяге 14 декабря был ли при своей команде?

2-е) Не старался ли отклонять нижних чинов от дачи присяги и возбуждать к неповиновению.

3-е) Когда нижние чины Московского и Лейб-гренадерского полка, а также и Гвардейского экипажа, оказав явное неповиновение, пошли из казарм, то кто из означенных в списке офицеров и как при сем случае действовал, не производил ли особенного буйства и не возбуждал ли к тому других.

4-е) Кем, когда, где и по чьему приказанию взят под арест? Словом, объяснить все, от самого приведения к присяге до самого арестования.

15 февраля председатель специальной комиссии, расследовавшей участие всех офицеров Гвардейского экипажа в восстании, капитан-лейтенант М. Н. Лермантов (1-й) в ответах на требования сведений о поступках лейтенанта Лермантова указал, что 14 декабря тот был при своей команде, «ни возмущений, ни возбуждений к неповиновению не производил», начальникам не возражал, убежал на площадь вслед за «возмутившимся батальоном, который, однако же, придя на площадь, тотчас же оставил» и был арестован утром 15 декабря лично великим князем Михаилом Павловичем.
Д. Н. Лермантов до самого окончания следствия рассматривался как заслуживающий наказания за участие в воинском мятеже с возможным обвинением в «личном действии без возбуждения нижних чинов… без полного знания о сокровенной цели». За два месяца до вынесения приговоров 9 мая 1826 года он отвечал на присланные накануне дополнительные вопросные пункты «от Высочайше учреждённого комитета для изысканий о злоумышленном обществе», связанные на этот раз с его имущественным положением.
11 июня 1826 года по поводу запроса в следственную комиссию командира лейб-гвардии Семёновского полка генерал-адъютанта С. П. Шипова о решении «насчёт освобождения содержащегося под арестом» лейтенанта Д. Н. Лермантова флигель-адъютант полковник В. Ф. Адлерберг написал, что «ещё высочайшей резолюции не последовало».
Следствию не удалось доказать участие Д. Н. Лермантова в тайном обществе или заговоре, так как никто из офицеров экипажа не дал против него показаний.
А. Д. Боровков в своём «Алфавите» написал, что Д. Н. Лермантов «по высочайшему повелению, вследствие доклада Комиссии, 15-го июня освобождён и отправлен в Гвардейский экипаж». Он оказался в числе 99 человек, освобождённых от наказания в ходе следствия и по его итогам до вынесения судебного решения.

## Продолжение службы
Был назначен командиром галета «Торнео». 1 апреля 1828 года в связи началом русско-турецкой войны Морской Гвардейский экипаж под командованием контр-адмирала Ф. Ф. Беллинсгаузена вместе с другими подразделениями гвардейского корпуса был пешим порядком отправлен из Петербурга к театру военных действий и 18 августа прибыл в район осаждённой турецкой крепости Варна. Личный состав экипажа был размещён на кораблях Черноморского флота.
Среди отмеченных императором Николаем I за взятие 29 сентября Варны участников десанта гвардейского экипажа был и лейтенант Лермантов 2-й, которому была объявлена благодарность «за отличное исполнение поручения при устроении на южной стороне Варнского редута». В конце 1828 года Гвардейский экипаж был переведён на линейный корабль «Париж» и в феврале1829 года участвовал в штурме и взятии турецкой крепости Сизополь. После завершения боевых действий «Париж» пришёл 17 октября 1829 года в порт базирования в Севастополь. После обратного пешего перехода, длившегося 4 месяца, Гвардейский экипаж 18 июля 1830 года вернулся в Петербург.
С 22 апреля 1834 года Д. Н. Лермантов — капитан-лейтенант 12-го флотского экипажа.
В 1836 году он был назначен членом Кораблестроительного департамента Морского министерства. 6 декабря 1842 года был произведён в капитаны 2-го ранга, а 1 января 1846 года — в капитаны 1-го ранга. С 25 июня 1853 года в отставке в звании генерал-майора флота.

## Награды
- Орден Святой Анны 3-й степени
- Орден Святого Станислава 3-й степени
- Орден Святого Георгия 4-й степени (1844)

## Семья
Жена — Александра Ивановна, урождённая Антропова, (26 октября 1810 — 27 февраля 1887) — дочь купца 1-й гильдии.
Дети:
Иван (1829—1875), Мария (1832—1901), Александра (1832—1838), Николай (1834—1909), София (1837—1886), Дмитрий (1839—1909), Ольга (1841—1891), Владимир (1845—1909), Сергей (?-1909), Александр (1848—1852).
Жил в собственном двухэтажном доме № 5 по Фурштатской улице. Ему принадлежал также сдававшийся внаём трёхэтажный дом на Обуховском проспекте. Владел по завещанию родителей деревнями Елюнино и Ляпуново в Чухломском уезде и усадьбой Толстиково в Буйском уезде Костромской губернии.
Скончался 19 марта 1854 года и был похоронен в Сергиевой пустыни под Петербургом.

## Комментарии
1. ↑  По названию усадьбы Острожниково, которой семья владела с XVII века.
2. ↑  Исследователь истории рода Лермонтовых Т. П. Молчанова писала, что «Лермонтовы Острожниковской ветви рода упорно писали свою фамилию через „а“ — Лермантов, вплоть до начала XX века».
3. ↑  Адъютант командира Гвардейского экипажа капитана 1-го ранга П. Ф. Качалова — старший брат Д. Н. Лермантова
4. ↑  В своём ответе Д. Н. Лермантов написал: «Имея отца и мать и получая от них небольшое денежное пособие, я не знаю, имею ли я какую-либо собственность из недвижного имения или пособие сие получаю от родителей моих».
5. ↑  Николай Дмитриевич — выпускник Императорского училища правоведения (1856), в 1860—1890 годах служил по судебному ведомству, имел типографию и издавал журнал «Народное чтение» и книги в серии «Библиотека избранных романов и повестей переводных».
6. ↑  Владимир Дмитриевич — автор романа «Неслужащий дворянин» (1860-е).